# 대전문화방송
대전문화방송(大田文化放送)은 대전광역시, 세종특별자치시, 충청남도를 가시청권으로 하는 방송사이다. 본사는 대전광역시 유성구 도룡동에 위치해 있다.

## 소재지
- 본사:우편번호 34125 대전광역시 유성구 엑스포로 161

- 천안지사:우편번호 31109 충청남도 천안시 서북구 성정공원1길 9-4

- 홍성방송본부:우편번호 32263 충청남도 홍성군 홍북읍 충남대로 50

## 연혁

### 1960년대
- 1963년 4월 12일 - 라디오 무선국 허가(호출부호 HLCQ, 출력 1kW, 주파수 580kHz)
- 1964년 9월 4일 - 시험전파발사
- 1964년 9월 26일 - 한국문화방송(주) 대전개국(Radio국) 호출부호 HLCQ, 주파수 580kHz, 출력 1kW 대전 중구 대흥동 사옥(대전 중구 대흥동 495)에서 첫 전파 발사 시작
- 1965년 4월 10일 - AM 주파수 변경(580 → 1110kHz)
- 1968년 6월 1일 - AM라디오 출력 증강(1kW → 10kW)
- 1969년 8월 5일 - 대전텔레비전방송주식회사 무선국 허가 취득(호출부호 HLAZ, 음향출력 500W, 영상출력 2kW)

### 1970년대
- 1971년 2월 18일 - 대전 텔레비전 방송국(DTV) 설립등기
- 1971년 4월 24일 - 대전텔레비전방송주식회사 개국(TV) - 호출부호 HLAZ, 채널8, 영상출력 2kW, 음향출력 500W
- 1971년 5월 1일 -  AM라디오 주파수 변경(1110kHz → 760kHz)
- 1971년 9월 15일 - 대전텔레비전방송주식회사(DTV)에서 대전문화방송주식회사(MBC)로 사명을 변경
- 1971년 10월 1일 - R/TV 통합
- 1972년 2월 18일 - 동아그룹에서 인수
- 1972년 12월 29일 - 사옥(대전 동구 정동 36-4)준공
- 1976년 3월 30일 - 신축 사옥 기공식 (대전시 선화동 381-171)
- 1977년 8월 10일 - 본점 이전등기
- 1977년 10월 5일 - 신사옥 보존 등기
- 1977년 10월 7일 - 사옥(대전 중구 선화동 381)준공
- 1977년 10월 25일 - 이익 준비금 자본 전입 (1억 2500만원)
- 1978년 11월 23일 - AM 라디오 주파수변경(760kHz → 765kHz)
- 1979년 9월 26일 - 창사 기념일 제정 (라디오·텔레비전 개국 기념일, 통합 15주년)

### 1980년대
- 1980년 7월 18일 - 서울 지사 설치 (서울시 중구 서소문동 58-12)
- 1980년 11월 25일 - 주식양도 (동아그룹 소유 주식을 주식회사 문화방송·경향신문에서 인수 35,000주)
- 1980년 11월 28일 - 서울지사 폐지
- 1980년 12월 22일 - TV컬러방송 개시
- 1982년 4월 24일 - TV출력증강(음향:750W , 영상:5kW)
- 1982년 9월 3일 - 제9회 한국방송대상 특별부분 작품상 - 서해만리'장고도의 등바루놀이'(라디오)
- 1983년 9월 26일 - FM방송국 개국(HLCQ-FM, 97.5MHz, 5kW)
- 1984년 9월 3일 - 제11회 한국방송대상 특별상 - 해외특집4부작 '일본속의 백제문화 그 현장을 가다'(TV)
- 1986년 4월 19일 - 옥마산TV중계소 개국(UHF CH26, 500W)
- 1987년 1월 17일 - 원효봉TV중계소 개국(UHF CH40, 5kW)
- 1987년 1월 24일 - 흑성산TV중계소 개국(UHF CH45, 10kW)
- 1987년 11월 4일 - 일본 TV 시즈오카와 자매결연
- 1988년 10월 31일 - 서천TV중계소 개국(UHF CH 55, 100W)

### 1990년대
- 1990년 7월 1일 - TV중계소 무인 자동화 운용(흑성산, 원효봉)
- 1990년 9월 3일 - 제17회 한국방송대상 TV지역문화부문 우수작품상 - 충청 오늘과 내일 '백야 김좌진 장군'
- 1992년 9월 26일 - 라디오송신소 자동화 운용(자립식 철탑)
- 1995년 9월 3일 - 한국방송대상 라디오 우수작품상 지역문화 부문 - 할아버지와 손풍금
- 1995년 10월 12일 - 95 한국보도상 TV부문 기획편집상 - 환경리포트 금강 어제와 오늘
- 1996년 3월 15일 - 표준FM방송 개국(92.5MHz, 3kW)
- 1997년 6월 20일 - 중국 난징TV와 자매결연
- 1999년 9월 3일 - 제26회 한국방송대상 특별상 - 잃어버린 백제를 찾아서

### 2000년대
- 2000년 4월 24일 - 부여TV중계소 개국(UHF CH27, 100W)
- 2000년 10월 31일 - 표준FM 스테레오 방송 실시
- 2001년 10월 31일 - 천안지사 개설
- 2003년 5월 1일 - 신사옥(대전 유성구 도룡동 4-5)으로 이전
- 2003년 6월 11일 - 신사옥(대전 유성구 도룡동 4-5) 준공
- 2004년 4월 9일 - 원효봉 표준FM 개국(91.3MHz, 500W)
- 2004년 7월 30일 - 디지털방송 개시(물리채널 UHF CH17, 2.5kW, 대전권; 식장산)
- 2005년 12월 14일 - 흑성산 DTV중계소 개국(물리채널 UHF CH46, 1kW)
- 2005년 12월 26일 - 원효봉 DTV중계소 개국(물리채널 UHF CH67, 1kW)
- 2006년 6월 20일 - KAB 구마모토아사히방송과 자매결연
- 2007년 5월 10일 - 홍성방송본부 개소
- 2007년 11월 16일 - 충청권 지상파DMB 개국(CH11A, 2kW, 대전 식장산)
- 2008년 1월 15일 - 충청권 지상파DMB개국(CH11A, 2kW, 충주 가엽산)
- 2008년 1월 18일 - 충청권 지상파DMB개국(CH11A, 2kW, 청주 우암산)
- 2008년 1월 22일 - 충청권 지상파DMB개국(CH11A, 1kW, 서산 원효봉)
- 2008년 1월 25일 - 충청권 지상파DMB개국(CH11A, 2kW, 논산 계룡산)

### 2010년대
- 2011년 6월 1일 - 천안 표준FM방송보조국 개국(92.5MHz, 10W, 천안일부)
- 2011년 7월 29일 - 충청권 지상파 DMB 개국 (CH11A, 90W, 보령 옥마산)
- 2012년 10월 16일 - 지상파 아날로그 TV 방송 종료
- 2013년 10월 16일 - 수도권, 강원도, 충청권 디지털방송 재배치
- 2017년 12월 29일 - 대전MBC UHD 방송 개국. 서울 본사의 UHD 방송.
- 2019년 8월 28일 - 보령 옥마산 표준FM 방송 보조국 허가(100W)

### 2020년대
- 2020년 5월 26일 - 보령 옥마산 표준FM 방송 보조국 개국(93.7MHz, 100W, 보령시 일원)
- 2022년 11월 8일 - AM 라디오 운용 일시 휴지(765kHz, 10kW). FM방송 전환.
- 2023년 5월 8일 - AM 라디오 송출 종료(765kHz, 10kW).

## TV 방송
1971년 4월 24일 대전텔레비전방송(주)가 호출부호 HLAZ, 채널8, 영상출력 2kW, 음향출력 500W로 TV방송을 개국함으로써 대전·충청지역 최초의 민영TV방송이 시작되었다. 같은해 9월 15일 텔레비전방송사인 대전텔레비전방송(주)과 회사를 합병하면서 대전문화방송(주)로 출범하여 오늘날까지 이르고 있다. 2004년 7월 30일에는 디지털TV방송을 개국함으로써 시청자들에게 고품질의 디지털TV방송을 서비스하게 되었다.

### 프로그램

#### 보도
| 프로그램명                    | 방송 분량           | 방송 시간                                             | 앵커                            |
| ----------------------------- | ------------------- | ----------------------------------------------------- | ------------------------------- |
| MBC 뉴스투데이 대전·세종·충남 | 평일 20분           | 07:30 ~ 07:50                                         | 한주희                          |
| MBC 뉴스데스크 대전·세종·충남 | 평일 20분 주말 15분 | 월~목 20:25 ~ 20:45 금 20:00 ~ 20:20 주말 20:20~20:35 | 평일:남유식, 박선진 주말:무작위 |

#### 예능·교양
방송중
- 오늘 M
- MBC가요베스트
- 테마기행 길 (울산MBC 제작)
- 시시각각
- 건강플러스
- 전국이 보인다
- TV특강

종영
- 크리에이터 성장기:독전
- 아침이 좋다
- 다큐에세이 그 사람

### 방송 송출 시설망
- 호출부호 : HLCQ-DTV
- 가상채널 : 11-1

| 송신소        | UHD      | UHD   | HD                                       | HD    | 송신소 위치                      |
| 송신소        | 물리채널 | 출력  | 물리채널                                 | 출력  | 송신소 위치                      |
| ------------- | -------- | ----- | ---------------------------------------- | ----- | -------------------------------- |
| 식장산 송신소 | CH 55    | 5kW   | CH 17                                    | 2.5kW | 대전 동구 세천동 603-1           |
| 향적산 중계소 |          |       | CH 47                                    | 90W   | 충남 계룡시 엄사면 향한리 산50-1 |
| 내판 소출력   | CH 17    | 0.05W | 세종 연동면 송용리                       |       |                                  |
| 공주 중계소   | CH 51    | 20W   | 충남 공주시 반죽동 산2-1 봉황산          |       |                                  |
| 청양 중계소   | CH 46    | 20W   | 충남 청양군 청양읍 장승리 산62-4         |       |                                  |
| 부여 중계소   | CH 31    | 20W   | 충남 부여군 장암면 석동리 산271-1 장암산 |       |                                  |
| 옥마산 중계소 | CH 29    | 90W   | 충남 보령시 성주면 개화리 산23-4         |       |                                  |
| 서천 중계소   | CH ??    | 20W   | 충남 서천군 서천읍 남산리 산34 남산      |       |                                  |
| 흑성산 중계소 | CH 46    | 1kW   | 충남 천안시 동남구 목천읍 교촌리 산32-4  |       |                                  |
| 원효봉 중계소 | CH 33    | 1kW   | 충남 서산시 해미면 산수리 산25-1         |       |                                  |

아날로그TV
- 호출부호 : HLCQ-TV

| 송신소        | 채널  | 출력 | 송신소 위치                              |
| ------------- | ----- | ---- | ---------------------------------------- |
| 식장산 송신소 | CH 8  | 2㎾  | 대전 동구 세천동 603-1                   |
| 부여 중계소   | CH 27 | 100W | 충남 부여군 장암면 석동리 산271-1 장암산 |
| 옥마산 중계소 | CH 26 | 500W | 충남 보령시 성주면 개화리 산23-4         |
| 서천 중계소   | CH 55 | 100W | 충남 서천군 서천읍 남산리 산34 남산      |
| 흑성산 중계소 | CH 45 | 10㎾ | 충남 천안시 동남구 목천읍 교촌리 산32-4  |
| 원효봉 중계소 | CH 40 | 5㎾  | 충남 서산시 해미면 산수리 산25-1         |

### 지상파 DMB 방송
대전문화방송이 주 사업자로, MBC충북과 함께 투자하여 충청권 전역을 가시청권으로 하는 지상파 DMB 사업자로 운영 중이다.

## 라디오 방송
1963년 4월 12일, 라디오 무선국 설립 허가를 받고, 1964년 9월 26일, 한국문화방송(주) 대전국으로서 라디오 방송을 개국하며 시작되었다. 1971년 9월 15일에는 대전지역의 민영TV방송사인 대전텔레비전방송주식회사와 회사를 합병하여 대전문화방송(주)로 출범하여 오늘날까지 이르고 있다. 이어 1983년 9월 26일에 음악 FM방송을 개국하였고, 1996년 3월 15일에는 AM라디오 표준FM이 개국하였고, 2004년 4월 9일에는 AM라디오 표준FM이 원효봉 중계소에서 개국하였고, 2011년 6월 1일에는 AM라디오 표준FM이 충남 천안에서 표준FM방송보조국 개국을 하였고, 2020년 5월 26일에는 AM라디오 표준FM이 충남 보령에서 표준FM 방송보조국 개국했다. AM라디오 1채널과 FM라디오 2채널을 운영중이며, 대전, 세종, 충남 일원, 충북 일부, 전북 북부를 가청권역으로서 방송중이다.

### 프로그램

#### 대전MBC표준FM
방송중
| 프로그램명               | 요일 | 시간  | 진행자                       |
| ------------------------ | ---- | ----- | ---------------------------- |
| 건강한 아침 유지은입니다 | 평일 | 22분  | 유지은                       |
| 알토란 생활법률          | 평일 | 5분   | 법무법인 저스티스 변호사 4인 |
| 정오종합뉴스             | 평일 | 5분   | 유지은                       |
| 즐거운 오후 2시          | 평일 | 115분 | 김주홍, 이수진               |
| 15시 뉴스                | 평일 | 5분   | 한주희                       |
| 17시 뉴스                | 평일 | 5분   | 남유식                       |
| 대전MBC 프로야구         |      |       | 남유식, 임세혁, 여정권       |

종영
- 특급작전
- 생방송 오늘
- 이야기 있는 저녁
- 희망찾기 민들레
- 생방송 이브닝 특급
- 방과 후 토요일
- 토요일에 만난 사람
- 시대공감
- 3830상담실

#### 대전MBCFM4U
방송중
| 프로그램명    | 요일 | 시간        | 진행자 |
| ------------- | ---- | ----------- | ------ |
| FM모닝쇼      | 평일 | 07:00~08:57 | 이은하 |
| 정오의 희망곡 | 평일 | 12:00~13:57 | 이윤주 |

종영
- 일요음악여행
- 오후의 발견
- 가요산책

### 방송 송출 시설망
| 대전MBC 표준FM | 대전MBC 표준FM | 대전MBC 표준FM | 대전MBC 표준FM | 대전MBC 표준FM                       | 대전MBC 표준FM             |
| 송신소         | 주파수         | 출력           | 호출부호       | 송신소 위치                          | 비고&방송구역              |
| -------------- | -------------- | -------------- | -------------- | ------------------------------------ | -------------------------- |
| 식장산 송신소  | FM 92.5MHz     | 3㎾            | HLCQ-SFM       | 대전광역시 동구 세천동 산603-1       | 대전·세종·충남·충북 전지역 |
| 원효봉 중계소  | FM 91.3MHz     | 500W           | HLCQ-SFM       | 충청남도 서산시 해미면 산수리 산25-1 | 대전·세종·충남·충북 전지역 |
| 천안 중계소    | FM 92.5MHz     | 10W            | HLCQ-SFM       | 충청남도 천안시 서북구 성정2동 1486  | 대전·세종·충남·충북 전지역 |
| 옥마산 중계소  | FM 93.7MHz     | 50W            | HLCQ-SFM       | 충청남도 보령시 성주면 개화리 산23-4 | 대전·세종·충남·충북 전지역 |
| 대전MBC FM4U   |                |                |                |                                      |                            |
| 송신소         | 주파수         | 출력           | 호출부호       | 송신소 위치                          | 비고&방송구역              |
| 식장산 송신소  | FM 97.5MHz     | 5㎾            | HLCQ-FM        | 대전광역시 동구 세천동 산603-1       | 대전·세종·충남·충북 전지역 |
| 원효봉 중계소  | FM 90.1MHz     | 500W           | HLCQ-FM        | 충청남도 서산시 해미면 산수리 산25-1 | 대전·세종·충남·충북 전지역 |

## 아나운서

### 현직 아나운서
- 임세혁
- 유지은
- 남유식
- 한주희

### 전직 아나운서
- 황성원
- 김종완
- 김학선
- 이청수
- 조상완
- 곽덕환
- 이은숙
- 이혜진
- 박혜영
- 박진희
- 배미경
- 최지영
- 이영주
- 이정은
- 이여진
- 임지혜
- 김하나
- 이자연
- 김진희
- 유혜영
- 김보은
- 박가영
- 서수진
- 박윤희
- 김지원
- 이경림
- 임보라
- 김경섭
- 조민경

## 보도국
```
* 김지훈 보도국장
```

```
- 데스크 -
* 김윤미 부장
```

- 편집제작팀 -
```
* 고병권 부장
* 박선진 기자
```

```
- 정치행정팀 -
* 문은선 부국장
* 이교선 부장
* 이승섭 차장
* 윤소영 기자
```

```
- 사회팀 -
* 김광연 기자
* 김성국 기자
* 이혜현 기자
```

```
- 내포지사 -
* 최기웅 국장
```

### 영상부
- 김정훈 영상기술부장
- 여상훈 (카메라 기자)
- 신규호 (카메라 기자)
- 장우창 (카메라 기자)
- 김준영 (카메라 기자)
- 양철규 (카메라 기자)
- 황인석 (카메라 기자)

## 리포터·MC·DJ
- 이윤주
- 이은하
- 박상희
- 박정희
- 김주홍
- 이수진
- 박경량
- 강태섭
- 황지현
- 박찬규

## 연중캠페인
- 2000년: 새천년을 대전MBC와 함께
- 2006년: 나누는 기쁨 함께하는 세상
- 2018년: 새로워진 대전MBC, 충청의 백년 친구
- 2019년: 새로운 미래, 도약하는 충청
- 2020년: 지역 중심, 시청자 중심 대전MBC와 함께
- 2021년: 함께 희망을
- 2022년: 오롯이 당신과 함께
- 2023년: 힘을 내유 같이 가유
- 2024년: 당신이 주인공입니다.
- 2025년: 지역이 여는 미래 대전MBC와 함께

## 해외 제휴 방송국
- 일본 구마모토아사히방송(일본어: 熊本朝日放送)
- 중화인민공화국 난징전시대(중국어: 南京电视台)